# Бермудские Острова на летних Олимпийских играх 1936
Бермуды принимали участие в Летних Олимпийских играх 1936 года в Берлине (Германия) в первый раз за свою историю, но не завоевали ни одной медали. Страну представляли 5 пловцов.

## Результаты соревнований

### Плавание
Спортсменов — 5
Мужчины
| Спортсмен                                          | Соревнование              | Предварительный раунд | Предварительный раунд | Полуфиналы | Полуфиналы | Финал     | Финал     |
| Спортсмен                                          | Соревнование              | Результат             | Место                 | Результат  | Место      | Результат | Место     |
| -------------------------------------------------- | ------------------------- | --------------------- | --------------------- | ---------- | ---------- | --------- | --------- |
| Перси Белвин                                       | 200 метров брассом        | 3:09.8                | 21                    | Не прошёл  | Не прошёл  | Не прошёл | Не прошёл |
| Эдмунд Купер                                       | 400 метров вольным стилем | 5:53.8                | 28                    | Не прошёл  | Не прошёл  | Не прошёл | Не прошёл |
| Джон Янг                                           | 100 метров вольным стилем | 1:07.8                | 41                    | Не прошёл  | Не прошёл  | Не прошёл | Не прошёл |
| Леонард Спенс                                      | 100 метров вольным стилем | 1:01.9                | 25                    | Не прошёл  | Не прошёл  | Не прошёл | Не прошёл |
| Леонард Спенс                                      | 200 метров брассом        | 2:52.0 (Q)            | 11                    | DSQ        | —          | Не прошёл | Не прошёл |
| Эдмунд Купер Леонард Спенс Дадли Спёрлинг Джон Янг | Эстафета 4х200 метров     | 10:50.5               | 13                    |            |            | Не прошли | Не прошли |